# 寶島腺紋石蛾
寶島腺紋石娥（学名：Diplectrona formosana）为紋石蛾科腺紋石蛾屬下的一个种。